# Hans Schliepmann
Johannes Karl Gottfried „Hans“ Schliepmann (* 26. November 1855 in Strausberg, Brandenburg; † 20. November 1929 in Berlin) war ein deutscher Architekt, Baubeamter, Schriftsteller und Verfasser von Architektur-Büchern.

## Leben
Schliepmann war ein Sohn des Apothekers Otto Carl August Schliepmann und dessen Ehefrau Elise Caroline Wilhelmine geb. Bolle. 1882 zog die Familie nach Berlin, hier besuchte Hans das Dorotheenstädtische Realgymnasium. Im Anschluss daran studierte er an der Technischen Hochschule Charlottenburg. Von 1881 bis 1884 arbeitete er als Bauführer in Metz, Straßburg und Frankfurt am Main. Ab 1886 war er als Regierungsbaumeister in Berlin tätig, später im Technischen Büro des Ministeriums. Ab 1905 bekleidete der den Rang eines Königlichen Baurats, zuletzt den eines Magistrats-Oberbaurats.
Im Rahmen dieser Tätigkeit legte er 1913 das zweibändige Werk Geschäfts- und Warenhäuser: Vom Laden zum Grand Magasin (Band I) und Die weitere Entwicklung der Kaufhäuser (Band II) bei Sammlung Göschen vor. 1914 verfasste er die erste Monographie zur Kinoarchitektur in Deutschland. Ferner schrieb er Beiträge für die Fachzeitschriften Illustrirte kunstgewerbliche Zeitschrift für Innendekoration und für die Berliner Architekturwelt (dessen Herausgeber er zeitweise war), z. B. Aufästze mit den Titeln Die neuen Entwürfe zum Berliner Königlichen Opernhaus und Die Farbe in der Monumentalkunst.
1984 erschien in der Anthologie Neuland: Ein Sammelbuch moderner Prosadichtung Schliepmanns Erzählung Zwei Träume (Silberne Gitter, Leben). Schliepmann schrieb in den folgenden Jahren neben Lyrik auch Humoresken und Prosa, z. T. unter dem Pseudonym Eberhard Treubier (wie der Tugend-Gracche, 1895). Unter dem Pseudonym Siegfried Pentha-Tull veröffentlichte er 1920 den Essayband Die siegreiche Weltanschauung (Neo-Machiavellismus) und wir Juden.
Schliepmann gehörte zum engeren Kreis des sogenannten „Verbrecherstammtisches“, in dem auch der Schriftsteller und Zeichner Paul Scheerbart verkehrte. Besondere Erfolge feierte er in der Berliner Bohème als Eberhard Treubier mit seinen Dichterlesungen. Er schrieb auch Kritiken zu aktuellen Berliner Kunstausstellungen und -strömungen, wie etwa zum „Fall Munch“. Alfred Kerr berichtete 1895 in seinen „Berliner Briefen“ über die (satirischen) Feierlichkeiten zu Eberhard Treubiers siebzigsten Geburtstag, bei denen auch Max Halbe, Hermann Hendrich, Paul Schlenther, Sigmund Lautenburg und Otto Erich Hartleben zugegen waren.

## Familie
Hans Schliepmann war seit dem 18. April 1891 mit Elise Auguste Helene geb. Jaenke (* 5. Oktober 1860 in Stettin; † 23. Dezember 1924 in Berlin) verheiratet.

## Schriften (Auswahl)

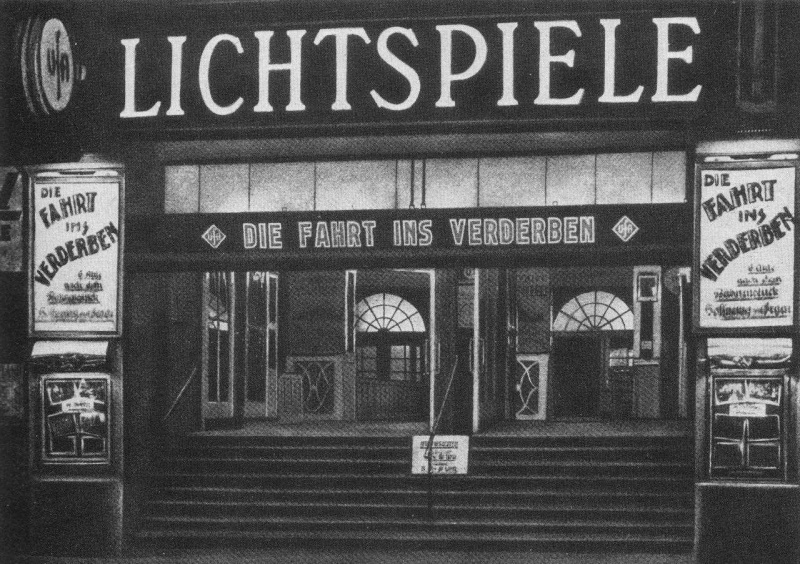
Fotografie der Ufa-Lichtspiele von Hans Schliepmann, Berlin 1924

### Architektur
- Betrachtungen über Baukunst – Zum Verständniß moderner Architekturfragen. Berlin 1891.
- Die Berliner Hochbahn als Kunstwerk
  - (1). In: Berliner Architekturwelt. Nr. 9, Dezember 1901, S. 303 ff. (zlb.de).
  - (2). In: Berliner Architekturwelt. Nr. 10, Januar 1902, S. 339 ff. (zlb.de).
- Die neuen Entwürfe zum Berliner Königlichen Opernhaus. Berliner Architekturwelt, Sonderheft 12, Wasmuth, Berlin 1913. urn:nbn:de:kobv:109-1-15382701
- Berliner Brücken. In: Berliner Architekturwelt. Nr. 7, Oktober 1913, S. 261 ff. (zlb.de).
- Lichtspieltheater: Eine Sammlung ausgeführter Kinohäuser in Berlin. Verlag von Ernst Wasmuth, Berlin 1914; urn:nbn:de:kobv:109-1-15386136
- Von der Dresdener Bau-Ausstellung. In: Deutsche Kunst und Dekoration.

### Literarische und essayistische Werke
- Musenerstlinge, auserwählt von Eberhard Treubier. Deutsche Schriftsteller-Genossenschaft, Berlin 1895.
- Wir Gebildeten (1896)
- Eindeutschung und Judenfrage (1917)
- Die Wenigen und die Vielen (1918)
- Absonderliche Geschichten. Lustige Eulenspiegeleien. Matthes, Leipzig und Hamburg 1919.
- Die siegreiche Weltanschauung (Neo-Machiavellismus) und wir Juden. Schreiber, Leipzig / Hartenstein im Erzgebirge 1920.
- Was das Leben erfüllt – Ein Roman für Besinnliche. Erich Matthes, Leipzig / Hartenstein 1920.
- Sonntagsfeier. Andachten aus der Schatzkammer der Dichter und Denker. Verlag des Vereins für soziale Ethik und Kunstpflege in Berlin, 1922[12]
- Von seligen Herzen. Hauschronik der Familie Hoffer von 1825 bis 1870. Erich Matthes, Leipzig 1924.
- Lebenssymphonie. Ausgewählte Gedichte aus fünfzig Jahren. B. Behrs / Friedrich Feddersen, Berlin / Leipzig 1927.